# Мейн-Брук
Мейн-Брук (англ. Main Brook) — містечко в Канаді, у провінції Ньюфаундленд і Лабрадор.

## Населення
За даними перепису 2016 року, містечко нараховувало 243 особи, показавши скорочення на 8,3%, порівняно з 2011-м роком. Середня густина населення становила 8,5 осіб/км².
З офіційних мов обидвома одночасно не володів жоден з жителів, тільки англійською — 240.
Працездатне населення становило 48,6% усього населення, рівень безробіття — 41,2% (57,1% серед чоловіків та 40% серед жінок). 94,1% осіб були найманими працівниками, а 0% — самозайнятими.

## Клімат
Середня річна температура становить 1,8°C, середня максимальна – 16,8°C, а середня мінімальна – -15,7°C. Середня річна кількість опадів – 1 195 мм.
| Клімат поселення                              | Клімат поселення | Клімат поселення | Клімат поселення | Клімат поселення | Клімат поселення | Клімат поселення | Клімат поселення | Клімат поселення | Клімат поселення | Клімат поселення | Клімат поселення | Клімат поселення | Клімат поселення |
| Показник                                      | Січ.             | Лют.             | Бер.             | Квіт.            | Трав.            | Черв.            | Лип.             | Серп.            | Вер.             | Жовт.            | Лист.            | Груд.            |                  |
| Середній максимум, °C                         | −6,84            | −6,5             | −1,62            | 4,18             | 9,11             | 14,43            | 16,53            | 16,75            | 13,62            | 8,13             | 3,17             | −3,22            |                  |
| Середня температура, °C                       | −11,25           | −10,91           | −6,03            | −0,22            | 4,70             | 9,99             | 13,32            | 13,54            | 10,42            | 4,92             | −0,04            | −6,42            |                  |
| Середній мінімум, °C                          | −15,7            | −15,38           | −10,47           | −4,67            | 0,26             | 5,55             | 10,11            | 10,33            | 7,20             | 1,71             | −3,24            | −9,62            |                  |
| Норма опадів, мм                              | 123              | 124              | 87               | 69               | 73               | 100              | 104              | 99               | 91               | 106              | 94               | 125              |                  |
| Середньомісячна швидкість вітру, м/с          | 6.80             | 6.55             | 6.41             | 5.90             | 5.36             | 5.19             | 4.86             | 4.99             | 5.66             | 6.09             | 6.56             | 7.06             |                  |
| Середньомісячна сонячна радіація, кДж/м²·день | 3361             | 6353             | 10536            | 14465            | 17425            | 18762            | 18384            | 15196            | 10912            | 6260             | 3502             | 2497             |                  |
| --------------------------------------------- | ---------------- | ---------------- | ---------------- | ---------------- | ---------------- | ---------------- | ---------------- | ---------------- | ---------------- | ---------------- | ---------------- | ---------------- | ---------------- |
| Джерело:                                      |                  |                  |                  |                  |                  |                  |                  |                  |                  |                  |                  |                  |                  |